# Zdunowo (Stettin)
Zdunowo (deutsch Hohenkrug) ist eine Ortslage im Stettiner Ortsteil Wielgowo-Sławociesze (deutsch Augustwalde-Franzhausen). 

## Lage
Zdunowo liegt inmitten eines Kiefernwaldes an der einstigen pommerschen Bahnstrecke Poznań–Szczecin zwischen Stettin und Stargard. 
Hohenkrug gehörte bis 1945 zum Landkreis Greifenhagen. Bis 1945 befand sich in Hohenkrug eine Papiermühle der Feldmühle (Unternehmen). 

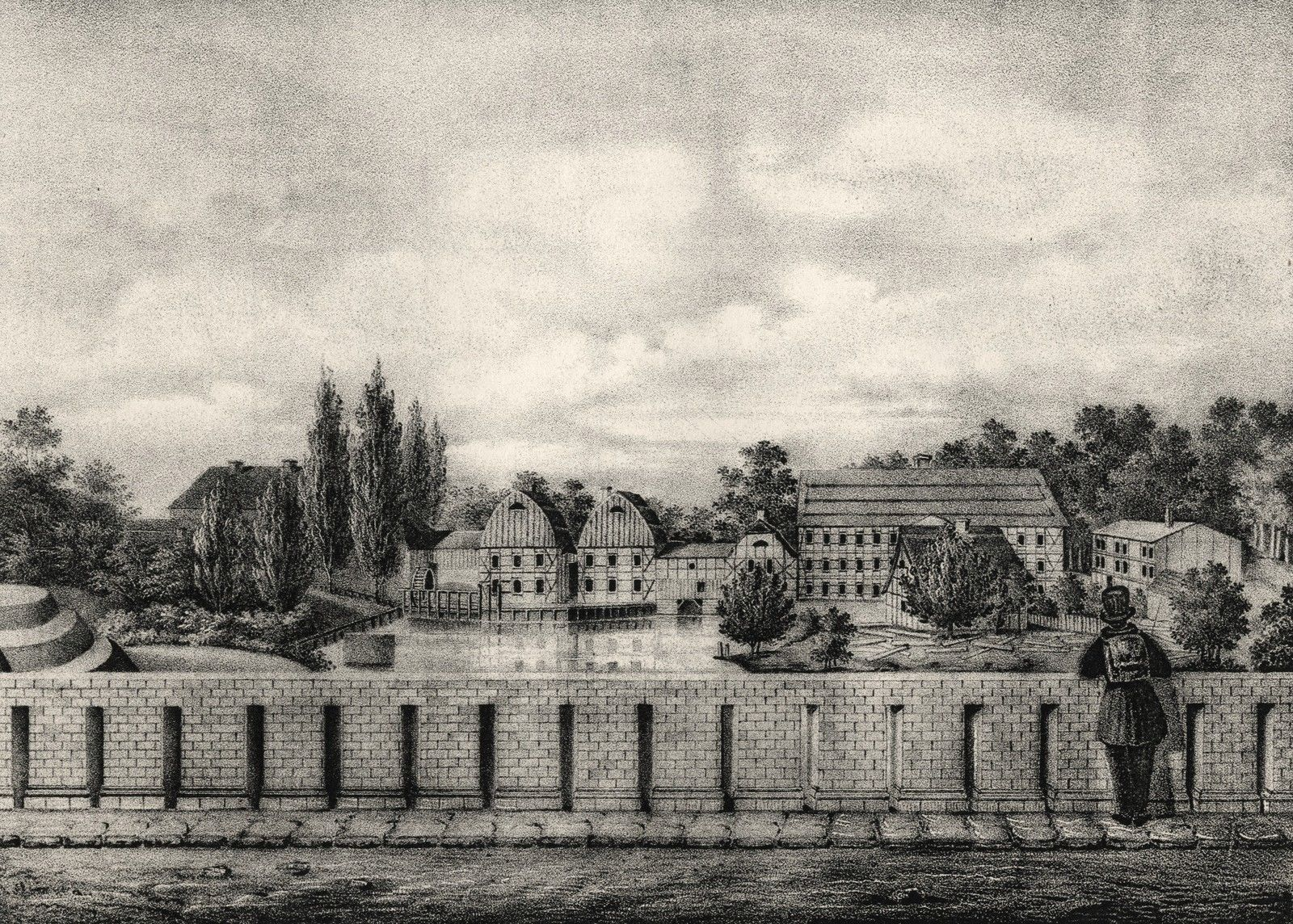
Papiermühle (1846)

## Tuberkulosekrankenhaus

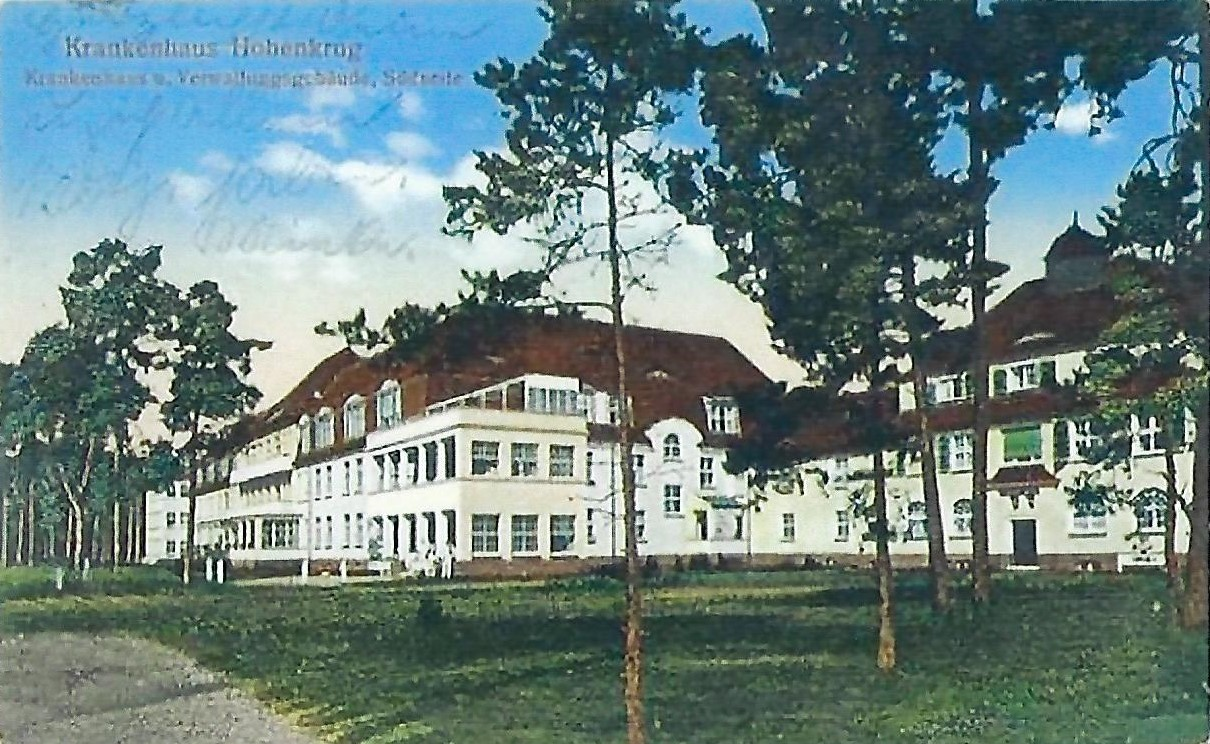
Krankenhaus Hohenkrug

Unweit des Bahnhofes liegt mit einer Gesamtgröße von etwa 22 ha das Gelände der einstigen Lungenheilstätte Hohenkrug, erbaut von Wilhelm Meyer-Schwartau. Zwischen 1915 und 1930 wurde in Hohenkrug ein für 270 Betten ausgelegtes Tuberkulose-Sanatorium gebaut. Patienten wurden nach den neuesten Methoden der damaligen Zeit behandelt. Ein moderner, gut ausgestatteter Operationstrakt mit septischen und aseptischen Operationssälen wurde eingerichtet. Die bemerkenswerte Architektur der Gebäude und der jahrhundertealte Park mit seinem besonderen Mikroklima bildeten einen malerischen Rahmen für diesen Therapie- und Rehabilitationskomplex. Der erste Direktor des Sanatoriums war der Internist Hermann Braeuning, der Oberarzt in Stettin und 1911–1915 Leiter der Tuberkuloseambulanz gewesen war. Trotz knapper Geldmittel, wirtschaftlich schlechter Zeiten, Inflation und Armut der Bevölkerung gelang es ihm, aus der Einrichtung eine moderne Forschungs-, Lehr- und Heilstätte zu machen. Die modellhafte Organisation des Hauses zog zahlreiche Ärzte aus dem In- und Ausland an. Auch Patienten mit Knochentuberkulose konnte geholfen werden. Anfang 1930 wurde auch die Behandlung der urogenitaler Fälle möglich.

### Therapeutische Methoden

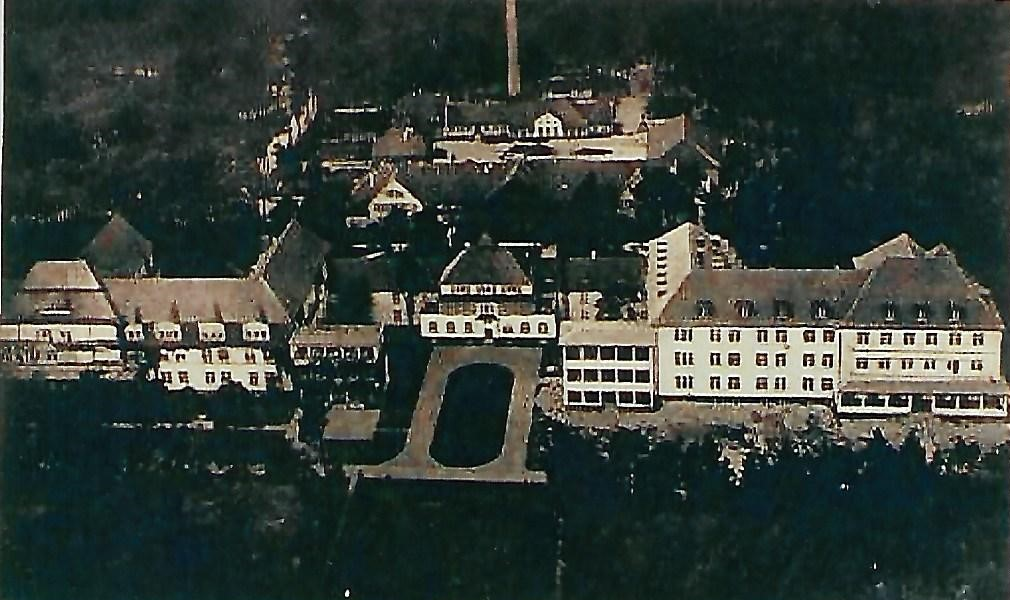
Krankenhaus Hohenkrug von Süden

Anfangs bestand die Behandlung der Patienten mit Lungentuberkulose vor allem in Isolierung, Ruhe, energiereicher Ernährung und symptomatischer Therapie. Zur Anwendung kam auch eine Reiztherapie mit Tuberkulininjektionen und Lichtexposition. Diese Stimulation wurde von der chirurgischen Behandlung schrittweise verdrängt. Dazu zählten die Pleurolyse und die Thorakoplastik mit Durchtrennung oder Resektion der Rippen sowie die einseitige Stilllegung des Zwerchfells zur Verminderung des sog. Atmungstraumas durch Quetschung des Nervus phrenicus oder Phrenikotomie im Halsbereich. Im Zweiten Weltkrieg richtete die Wehrmacht im Sanatorium Hohenkrug ein Militärkrankenhaus ein. Nach dem Krieg entwickelte sich die Lungentuberkulose wieder zu einem Problem. Die Behörden der Volksrepublik Polen eröffneten 1949 im selben Haus ein Tuberkulose-Sanatorium mit 400 Betten. Das therapeutische Grundkonzept ähnelte dem der Vorkriegszeit. Erst der routinemäßige Einsatz von  Antituberkulotika in den 1950er Jahren brachte einen radikalen Umbruch in der Bekämpfung der Tuberkulose.
Für die wachsende Zahl von Patienten mit Urogenitaltuberkulose wurde 1958 eine Spezialabteilung eingerichtet. Ihr Initiator und erster Leiter war Prof. Alfons Wojewski (1912–1992). Ihm folgte 1962 Dr. Marian Gondzik (1920–1997). In Tierversuchen wies er nach, dass die Ansteckung mit Tuberkulose beim Koitus möglich ist.

### Heutige Nutzung

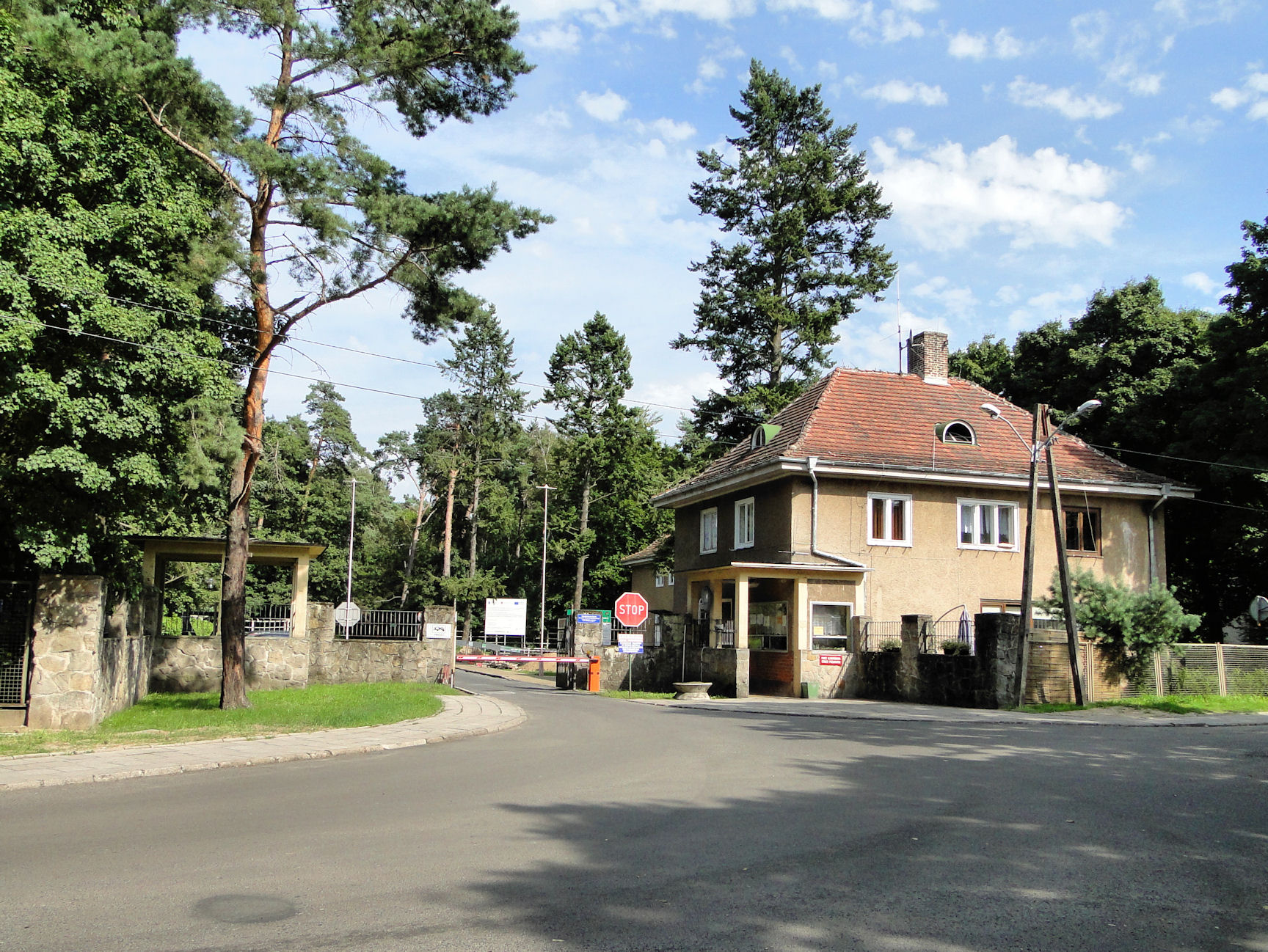
Haupteingang

Heute ist das Krankenhaus in Hohenkrug – das Szpital Zdunowo – ein eigenständiges Gesundheitssystem mit Abteilungen für Tuberkulose, Innere Medizin und Orthopädie. In Westpommern ist es die einzige Einrichtung, die eine chirurgische Behandlung von bösartigen Lungentumoren in Verbindung mit einer primären oder ergänzenden Chemotherapie anbietet.